# Torre de Miguel Sesmero
Torre de Miguel Sesmero – gmina w Hiszpanii, w prowincji Badajoz, w Estramadurze, o powierzchni 57,99 km². W 2011 roku gmina liczyła 1274 mieszkańców.